# (1446) Sillanpää
(1446) Sillanpää es un asteroide que forma parte del cinturón de asteroides y fue descubierto por Yrjö Väisälä el 26 de enero de 1938 desde el observatorio de Iso-Heikkilä, Finlandia.

## Designación y nombre
Sillanpää fue designado inicialmente como 1938 BA.
Más adelante se nombró en honor del escritor finés Frans Eemil Sillanpää (1888-1964).

## Características orbitales
Sillanpää está situado a una distancia media de 2,245 ua del Sol, pudiendo alejarse hasta 2,474 ua. Tiene una excentricidad de 0,1019 y una inclinación orbital de 5,256°. Emplea 1229 días en completar una órbita alrededor del Sol.